# Kopce kujawskie

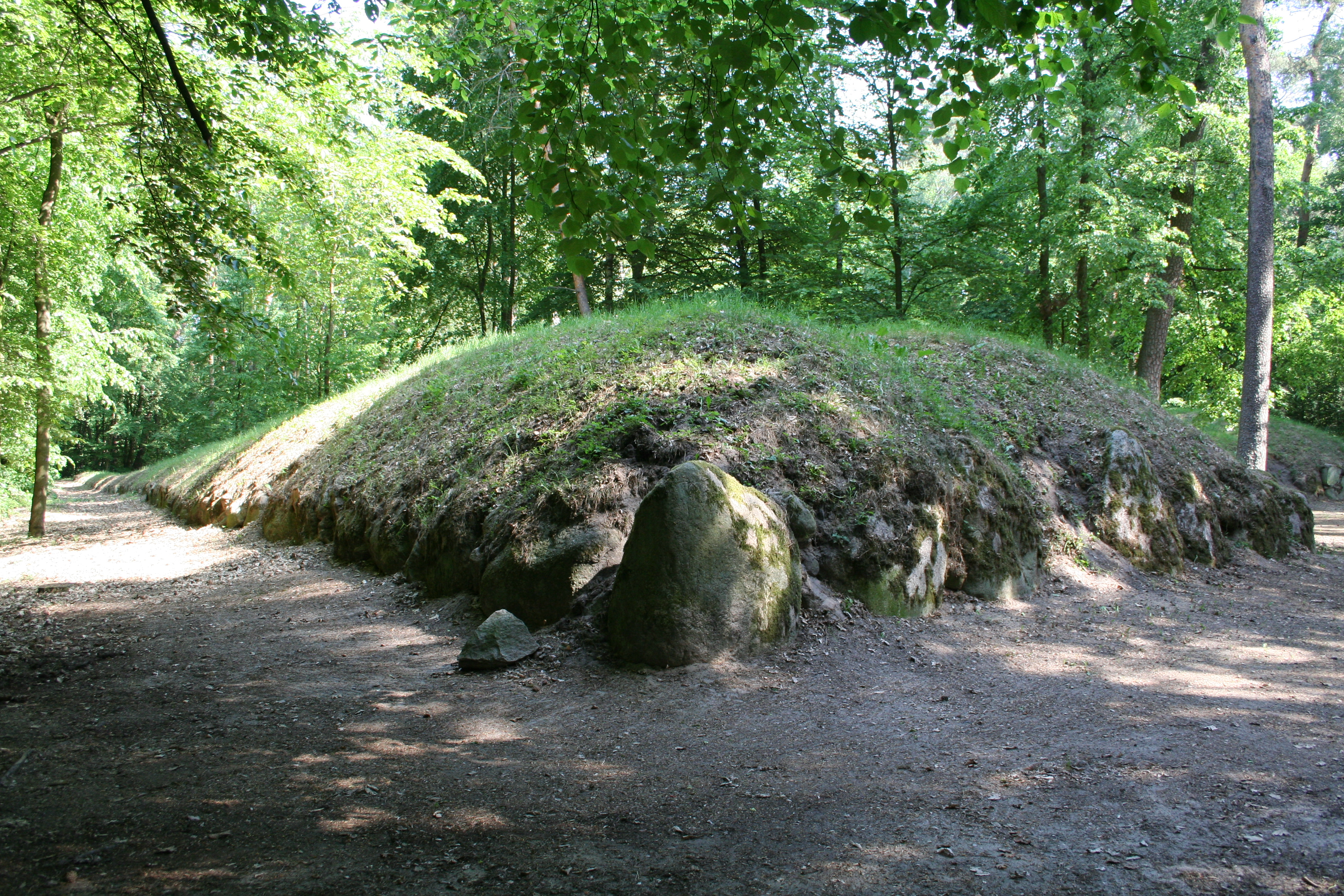
Park Kulturowy Wietrzychowice,
grobowiec nr 1

Kopce kujawskie – olbrzymie grobowce, budowle megalityczne, zwane żalkami lub grobami olbrzymów. Budowano je w późnych stadiach młodszej epoki kamienia (ok. 3000–2200 lat p.n.e.), nie dłużej niż w ciągu 500 lat. Świadczą o dość wysokim poziomie wiedzy architektonicznej, umiejętności stosowania prostych urządzeń typu dźwignia oraz dobrej organizacji pracy ich budowniczych. O znajomości pewnych podstaw astronomii świadczy zorientowanie grobów w stosunku do stron świata (wschód-zachód).
W Polsce, poza Kujawami Wschodnimi, występują na Pomorzu Zachodnim. Są to obiekty w formie wydłużonego trapezu, rzadziej okrągłe.
W okolicach Izbicy Kujawskiej znajdują się dwa skupiska grobowców – obecnie rezerwaty archeologiczne w Wietrzychowicach i Sarnowie. Pojedyncze grobowce zachowały się we wsiach Gaj i Obałki. Do lat 20. XX w. przetrwały we wsi Śmieły i na granicy Wietrzychowic i Osiecza Małego. Oskar Kolberg podawał, że jeszcze w XIX w. grobowce na Kujawach występowały bardzo licznie.
Kamienna obstawa grobu nawiązuje prawdopodobnie do kształtu wielkich domostw pierwszych rolników tych ziem z okresu ok. 4300–3000 lat p.n.e., należących do kultury nadcisańskiej. Część pojedynczych głazów tworzących ścianę wschodnią posiada masę dochodzącą do kilku ton. Ich wielkość stopniowo maleje w miarę zwężania się grobu ku zachodowi. Długość całego obiektu może dochodzić nawet do 100 m, a szerokość podstawy (ściana wschodnia) 8–10 m. W części szczytowej grobu, w wydzielonym prostokącie, i w specjalnej jamie, znajdował się pochówek szkieletowy jednej osoby (przypuszczalnie przywódcy – patriarchy rodu), obłożony kamieniami w formie kopczyka. Całość przestrzeni w obrębie obstawy przykrywał płaszcz kamienno-ziemny o wysokości dochodzącej do 4 m. Oblicza się, że do budowy średniej wielkości obiektu tego typu, potrzebna była masa ziemi dochodząca do 600 ton oraz kamieni ponad 200 ton. W latach siedemdziesiątych XX wieku, Zakład Archeologii Nadodrza Instytutu Historii Kultury Materialnej PAN w Poznaniu, reprezentowanej przez prof. T. Wiślańskiego, przeprowadził szereg prac archeologicznych, badając m.in. dwa położone obok siebie groby megalityczne, usytuowane przy obecnej granicy pól Pomietowa i Karska oraz inne, położone na polach Krępcewa i w pobliżu Dolic.